# Segunda Divisão Espanhola de 2017–18
A Segunda Divisão Espanhola de 2017–18, também conhecida por motivos publicitários como La Liga 1|2|3, foi a 87.ª edição do segundo nível do campeonato espanhol. O campeonato iniciou-se em 18 de agosto de 2017.
A Cultural y Deportiva Leonesa voltou à Segunda Divisão Espanhola após 42 anos de ausência, enquanto o Estádio Reino de León acolheu partidas da divisão pela primeira vez em sua história.

## Sistema de competição
A Segunda Divisão de Espanha 2017-18 será organizado pela Liga Nacional de Fútbol Profesional (LFP).
Como em temporadas anteriores, será composto por uma equipe de 22 clubes em toda a Espanha. Seguindo um sistema de pontos corridos, as 22 equipes se confrontarão em um formato de todos contra todos em jogos de ida e volta totalizando 42 partidas. A ordem dos jogos será decidida por sorteio antes do início da competição.
A classificação final é estabelecida de acordo com a soma dos pontos ganhos em cada confronto, três para uma vitória, um por um empate e nenhum em caso de derrota. Se duas equipes se igualarem em pontos no final do campeonato, os critérios para desempatar a classificação são os seguintes:
1. Saldo de gols no confronto direto.
2. Saldo de gols em todas as partidas do campeonato.

Se três ou mais equipes estiverem empatadas em pontos, os critérios de desempate são:
1. Melhor pontuação no confronto direto entre os clubes envolvidos.
2. Saldo de gols no confronto direto entre os clubes envolvidos.
3. Saldo de gols em todas as partidas do campeonato.
4. O maior número de golos marcados considerando todos os jogos do campeonato.
5. O melhor clube classificado nos escalas de fair play.

## Equipes

### Mudança de times
| Pos | Promovidos à Primeira Divisão |
| --- | ----------------------------- |
| 1º  | Levante                       |
| 2º  | Girona                        |
| 3º  | Getafe (Play-offs)            |

| Pos | Rebaixados da Primeira Divisão |
| --- | ------------------------------ |
| 18º | Sporting de Gijón              |
| 19º | Osasuna                        |
| 20º | Granada                        |

| Pos    | Promovidos da Terceira Divisão |
| ------ | ------------------------------ |
| 1º G.1 | Cultural Leonesa               |
| 1º G.4 | Lorca                          |
| 1º G.3 | Barcelona B                    |
| 1º G.2 | Albacete                       |

| Pos | Rebaixados à Terceira Divisão |
| --- | ----------------------------- |
| 19º | UCAM Murcia                   |
| 20º | Mallorca                      |
| 21º | Elche                         |
| 22º | Mirandés                      |

### Equipes Participantes
| Equipe            | Cidade                 | Treinador             | Estádio                   | Capacidade | Material Esportivo |
| ----------------- | ---------------------- | --------------------- | ------------------------- | ---------- | ------------------ |
| Albacete          | Albacete               | Enrique Martín        | Carlos Belmonte           | 17 524     | Hummel             |
| Alcorcón          | Alcorcón               | Julio Velázquez       | Santo Domingo             | 7.000      | Kelme              |
| Almería           | Almeria                | Fran Fernández        | Juegos Mediterráneos      | 21.350     | Nike               |
| Barcelona B       | Barcelona              | Xavi García Pimienta  | Mini Estadi               | 15 276     | Nike               |
| Cádiz             | Cádis                  | Álvaro Cervera        | Ramón de Carranza         | 25.033     | Adidas             |
| Córdoba           | Córdova                | José Ramon Sandoval   | Nuevo Arcángel            | 21.822     | Kappa              |
| Cultural Leonesa  | Leão                   | Rubén de la Barrera   | Reino de León             | 13.451     | Hummel             |
| Gimnàstic         | Tarragona              | José Antonio Gordillo | Nou Estadi                | 16.600     | Hummel             |
| Granada           | Granada                | Miguel Ángel Portugal | Nuevo Los Cármenes        | 22 524     | Joma               |
| Huesca            | Huesca                 | Rubi                  | El Alcoraz                | 5.500      | Bemiser            |
| Lorca             | Lorca                  | Fabri                 | Francisco Artés Carrasco  | 8.120      | Joma               |
| Lugo              | Lugo                   | Francisco             | Anxo Carro                | 7.840      | Hummel             |
| Numancia          | Sória                  | Jagoba Arrasate       | Nuevo Los Pajaritos       | 6.000      | Erreà              |
| Osasuna           | Pamplona               | Diego Martínez        | Reyno de Navarra          | 18 761     | Adidas             |
| Rayo Vallecano    | Madrid                 | Míchel                | Vallecas Campo de Futebol | 15.500     | Kelme              |
| Real Oviedo       | Oviedo                 | Juan Antonio Anquela  | Novo Carlos Tartiere      | 29.862     | Adidas             |
| Reus Deportiu     | Reus                   | Aritz López Garai     | Camp Nou Municipal        | 4.847      | Kappa              |
| Sevilla Atlético  | Sevilha                | Luis Tevenet          | Ramón Sánchez Pizjuán     | 42.500     | New Balance        |
| Sporting de Gijón | Gijón                  | Rubén Baraja          | El Molinón                | 30 000     | Nike               |
| Tenerife          | Santa Cruz de Tenerife | Joseba Etxeberria     | Heliodoro Rodríguez López | 24 000     | Hummel             |
| Valladolid        | Valladolid             | Sergio                | José Zorilla              | 26.512     | Hummel             |
| Zaragoza          | Saragoça               | Natxo González        | La Romareda               | 34.596     | Adidas             |

### Equipes por Comunidade Autônoma
| Com. Autônoma        | N. | Equipes                                             |
| -------------------- | -- | --------------------------------------------------- |
| Andaluzia            | 5  | Almería, Cádiz, Córdoba, Granada e Sevilla Atlético |
| Castela e Leão       | 3  | Cultural Leonesa, Numancia e Valladolid             |
| Catalunha            | 3  | Barcelona B, Gimnàstic e Reus Deportiu              |
| Astúrias             | 2  | Real Oviedo e Sporting de Gijón                     |
| Comunidade de Madrid | 2  | Alcorcón e Rayo Vallecano                           |
| Aragão               | 2  | Huesca e Zaragoza                                   |
| Navarra              | 1  | Osasuna                                             |
| Galiza               | 1  | Lugo                                                |
| Castela-Mancha       | 1  | Albacete                                            |
| Canárias             | 1  | Tenerife                                            |
| Região de Múrcia     | 1  | Lorca                                               |

### Mudanças de treinadores
| Clube             | Antecessor           | Motivo                   | Data                    | Pos.          | Sucessor              | Ref.          |
| ----------------- | -------------------- | ------------------------ | ----------------------- | ------------- | --------------------- | ------------- |
| Granada           | Tony Adams           | Fim do contrato          | 19 de maio de 2017      | Pré-temporada | José Luis Oltra       | [ 34 ]        |
| Lorca             | David Vidal          | Fim do contrato          | 30 de junho de 2017     | Pré-temporada | Curro Torres          | [ 35 ] [ 36 ] |
| Sevilla Atlético  | Diego Martínez       | Contratado pelo Osasuna  | 7 de junho de 2017      | Pré-temporada | Luis Tevenet          | [ 37 ]        |
| Osasuna           | Petar Vasiljević     | Demitido                 | 7 de junho de 2017      | Pré-temporada | Diego Martínez        | [ 19 ]        |
| Sporting de Gijón | Rubi                 | Fim do contrato          | 10 de junho de 2017     | Pré-temporada | Paco Herrera          | [ 38 ]        |
| Zaragoza          | César Láinez         | Fim do contrato          | 11 de junho de 2017     | Pré-temporada | Natxo González        | [ 39 ]        |
| Reus Deportiu     | Natxo González       | Contratado pelo Zaragoza | 11 de junho de 2017     | Pré-temporada | Aritz López Garai     | [ 40 ]        |
| Valladolid        | Paco Herrera         | Fim do contrato          | 15 de junho de 2017     | Pré-temporada | Luis César Sampedro   | [ 41 ]        |
| Real Oviedo       | Fernando Hierro      | Remanejado               | 13 de junho de 2017     | Pré-temporada | Juan Antonio Anquela  | [ 22 ] [ 42 ] |
| Lugo              | Luis César Sampedro  | Resignado                | 15 de junho de 2017     | Pré-temporada | Francisco             | [ 15 ] [ 43 ] |
| Huesca            | Juan Antonio Anquela | Fim do contrato          | 20 de junho de 2017     | Pré-temporada | Rubi                  | [ 44 ]        |
| Gimnàstic         | Nano Rivas           | Fim do contrato          | 22 de junho de 2017     | Pré-temporada | Lluís Carreras        | [ 45 ]        |
| Gimnàstic         | Lluís Carreras       | Demitido                 | 9 de setembro de 2017   | 22º           | Rodri                 | [ 46 ]        |
| Albacete          | José Manuel Aira     | Demitido                 | 1 de outubro de 2017    | 21º           | Enrique Martín]]      | [ 1 ] [ 47 ]  |
| Córdoba           | Luis Carrión         | Demitido                 | 16 de outubro de 2017   | 19º           | Juan Merino           | [ 48 ] [ 49 ] |
| Almería           | Luis Miguel Ramis    | Demitido                 | 13 de novembro de 2017  | 20º           | Lucas Alcaraz         | [ 50 ] [ 51 ] |
| Córdoba           | Juan Merino          | Demitido                 | 4 de dezembro de 2017   | 22º           | Jorge Romero          | [ 52 ]        |
| Sporting de Gijón | Paco Herrera         | Demitido                 | 11 de dezembro de 2017  | 10º           | Rubén Baraja          | [ 28 ] [ 53 ] |
| Lorca             | Curro Torres         | Demitido                 | 17 de dezembro de 2017  | 20º           | Fabri                 | [ 14 ]        |
| Gimnàstic         | Rodri                | Demitido                 | 29 de janeiro de 2018   | 17º           | Nano                  | [ 54 ]        |
| Tenerife          | José Luís Martí      | Demitido                 | 4 de fevereiro de 2018  | 13º           | Joseba Etxeberria     | [ 29 ] [ 55 ] |
| Córdoba           | Jorge Moreno         | Demitido                 | 12 de fevereiro de 2018 | 20º           | José Ramon Sandoval   | [ 6 ] [ 56 ]  |
| Granada           | José Luis Oltra      | Demitido                 | 19 de março de 2018     | 5º            | Pedro Morilla         | [ 57 ] [ 58 ] |
| Valladolid        | Luis César Sampedro  | Demitido                 | 10 de abril de 2018     | 11º           | Sergio                | [ 59 ]        |
| Almería           | Lucas Alcaraz        | Consenso mútuo           | 24 de abril de 2018     | 18º           | Fran Fernández        | [ 60 ]        |
| Barcelona B       | Gerard López         | Demitido                 | 25 de abril de 2018     | 20º           | Xavi García Pimienta  | [ 61 ]        |
| Granada           | Pedro Morilla        | Demitido                 | 1 de abril de 2018      | 8º            | Miguel Ángel Portugal | [ 62 ]        |
| Gimnàstic         | Nano                 | Demitido                 | 13 de maio de 2018      | 18º           | José Antonio Gordillo | [ 10 ] [ 63 ] |

## Classificação
Atualizado em 2 de junho de 2018
| Pos | Equipes           | Pts | J  | V  | E  | D  | GM | GS | SG  | Classificação ou rebaixamento               |
| --- | ----------------- | --- | -- | -- | -- | -- | -- | -- | --- | ------------------------------------------- |
| 1   | Rayo Vallecano    | 76  | 42 | 21 | 13 | 8  | 67 | 48 | +19 | Promoção à La Liga de 2018–19               |
| 2   | Huesca            | 75  | 42 | 21 | 12 | 9  | 61 | 40 | +21 | Promoção à La Liga de 2018–19               |
| 3   | Sporting de Gijón | 71  | 42 | 21 | 8  | 13 | 60 | 40 | +20 | Play-off da Promoção                        |
| 4   | Zaragoza          | 71  | 42 | 20 | 11 | 11 | 57 | 44 | +13 | Play-off da Promoção                        |
| 5   | Valladolid        | 67  | 42 | 19 | 10 | 13 | 69 | 55 | +14 | Play-off da Promoção                        |
| 6   | Numancia          | 65  | 42 | 18 | 11 | 13 | 52 | 41 | +11 | Play-off da Promoção                        |
| 7   | Real Oviedo       | 65  | 42 | 18 | 11 | 13 | 54 | 48 | +6  |                                             |
| 8   | Osasuna           | 64  | 42 | 16 | 16 | 10 | 44 | 34 | +10 |                                             |
| 9   | Cádiz             | 64  | 42 | 16 | 16 | 10 | 42 | 29 | +13 |                                             |
| 10  | Granada           | 61  | 42 | 17 | 10 | 15 | 55 | 50 | +5  |                                             |
| 11  | Tenerife          | 59  | 42 | 15 | 14 | 13 | 58 | 50 | +8  |                                             |
| 12  | Lugo              | 55  | 42 | 15 | 10 | 17 | 39 | 48 | –9  |                                             |
| 13  | Alcorcón          | 52  | 42 | 12 | 16 | 14 | 37 | 42 | –5  |                                             |
| 14  | Reus Deportiu     | 52  | 42 | 12 | 16 | 14 | 31 | 42 | –11 |                                             |
| 15  | Gimnàstic         | 52  | 42 | 15 | 7  | 20 | 44 | 50 | –6  |                                             |
| 16  | Córdoba           | 51  | 42 | 15 | 6  | 21 | 57 | 65 | –8  |                                             |
| 17  | Albacete          | 49  | 42 | 11 | 16 | 15 | 35 | 46 | –11 |                                             |
| 18  | Almería           | 48  | 42 | 12 | 12 | 18 | 38 | 45 | –7  |                                             |
| 19  | Cultural Leonesa  | 48  | 42 | 11 | 15 | 16 | 54 | 67 | –13 | Zona de rebaixamento à Segunda B de 2018–19 |
| 20  | Barcelona B       | 44  | 42 | 10 | 14 | 18 | 46 | 54 | –8  | Zona de rebaixamento à Segunda B de 2018–19 |
| 21  | Lorca             | 33  | 42 | 8  | 9  | 25 | 37 | 68 | –31 | Zona de rebaixamento à Segunda B de 2018–19 |
| 22  | Sevilla Atlético  | 32  | 42 | 7  | 11 | 24 | 29 | 60 | –31 | Zona de rebaixamento à Segunda B de 2018–19 |

### Confrontos
|                   | ALB | ALC | ALM | BAR | CÁD | CÓR | CLA | GIM | GRA | HUE | LOR | LUG | NUM | OSA | RVL | ROV | RDU | SEV | SGI | TEN | VAL | ZAR |
| ----------------- | --- | --- | --- | --- | --- | --- | --- | --- | --- | --- | --- | --- | --- | --- | --- | --- | --- | --- | --- | --- | --- | --- |
| Albacete          | —   | 2–0 | 2–0 | 0–0 | 1–1 | 0–3 | 0–0 | 0–1 | 2–1 | 0–0 | 2–1 | 0–1 | 1–0 | 0–0 | 0–1 | 2–1 | 0–1 | 2–1 | 2–2 | 1–2 | 2–1 | 0–0 |
| Alcorcón          | 1–0 | —   | 2–0 | 1–1 | 1–0 | 1–2 | 0–0 | 1–0 | 1–2 | 1–1 | 1–1 | 0–1 | 0–1 | 0–0 | 4–0 | 2–0 | 3–0 | 0–0 | 0–0 | 1–1 | 0–0 | 1–1 |
| Almería           | 1–1 | 0–0 | —   | 1–0 | 0–2 | 1–0 | 2–1 | 1–1 | 2–0 | 0–3 | 2–1 | 1–0 | 0–0 | 0–1 | 0–1 | 1–1 | 0–1 | 3–0 | 1–3 | 2–1 | 1–1 | 3–0 |
| Barcelona B       | 0–1 | 0–1 | 1–1 | —   | 3–1 | 4–0 | 0–1 | 1–1 | 3–0 | 0–2 | 1–0 | 1–2 | 2–2 | 0–2 | 2–3 | 1–1 | 0–1 | 1–1 | 2–1 | 0–3 | 0–1 | 0–2 |
| Cádiz             | 2–0 | 0–0 | 0–0 | 3–1 | —   | 2–0 | 2–2 | 2–0 | 1–0 | 1–1 | 0–0 | 1–1 | 0–0 | 0–2 | 0–0 | 2–1 | 1–0 | 4–1 | 0–0 | 1–1 | 1–0 | 2–0 |
| Córdoba           | 1–0 | 3–0 | 2–0 | 1–2 | 1–2 | —   | 2–2 | 1–5 | 1–2 | 2–4 | 1–0 | 1–0 | 1–1 | 0–1 | 2–2 | 1–1 | 5–0 | 3–0 | 3–0 | 2–0 | 2–1 | 1–2 |
| Cultural Leonesa  | 0–0 | 2–2 | 0–0 | 1–1 | 0–1 | 2–1 | —   | 2–0 | 1–1 | 3–2 | 2–1 | 1–1 | 2–2 | 2–1 | 2–3 | 2–0 | 2–0 | 2–1 | 0–2 | 3–2 | 4–4 | 0–1 |
| Gimnàstic         | 3–1 | 0–3 | 0–1 | 0–0 | 0–0 | 0–2 | 5–3 | —   | 2–0 | 1–2 | 0–2 | 3–0 | 0–0 | 0–2 | 2–0 | 1–2 | 1–2 | 2–1 | 0–4 | 1–2 | 1–0 | 0–2 |
| Granada           | 0–0 | 2–0 | 3–2 | 2–2 | 2–1 | 3–1 | 3–3 | 0–1 | —   | 2–0 | 4–1 | 2–0 | 1–0 | 1–1 | 0–2 | 2–0 | 1–0 | 1–2 | 2–1 | 2–1 | 1–0 | 2–1 |
| Huesca            | 0–0 | 1–1 | 2–2 | 2–1 | 1–0 | 3–1 | 1–0 | 0–1 | 2–1 | —   | 2–0 | 3–0 | 2–1 | 1–0 | 2–1 | 1–1 | 1–1 | 0–0 | 0–2 | 3–0 | 1–0 | 3–1 |
| Lorca             | 1–2 | 1–1 | 1–2 | 1–1 | 3–0 | 1–0 | 2–0 | 1–0 | 3–2 | 2–3 | —   | 1–2 | 2–1 | 0–1 | 0–0 | 0–2 | 1–1 | 2–1 | 0–0 | 2–2 | 1–5 | 0–2 |
| Lugo              | 1–1 | 2–1 | 1–1 | 1–2 | 0–1 | 2–0 | 3–1 | 1–0 | 2–1 | 0–2 | 1–1 | —   | 0–1 | 1–0 | 1–2 | 0–1 | 0–0 | 1–0 | 3–1 | 1–0 | 0–0 | 2–1 |
| Numancia          | 5–1 | 1–0 | 1–0 | 1–0 | 1–0 | 2–1 | 2–1 | 1–2 | 1–3 | 1–0 | 1–0 | 2–0 | —   | 1–1 | 0–0 | 3–0 | 1–0 | 3–0 | 3–0 | 2–0 | 0–1 | 1–2 |
| Osasuna           | 1–0 | 2–3 | 2–1 | 2–2 | 1–0 | 1–1 | 2–1 | 0–2 | 0–0 | 1–1 | 1–0 | 1–1 | 2–2 | —   | 1–1 | 2–1 | 0–0 | 1–1 | 2–0 | 0–1 | 4–2 | 1–2 |
| Rayo Vallecano    | 1–1 | 2–1 | 1–0 | 1–0 | 1–1 | 1–2 | 3–1 | 2–3 | 1–0 | 3–0 | 5–1 | 1–0 | 2–2 | 0–3 | —   | 2–2 | 3–2 | 2–0 | 1–1 | 3–1 | 4–1 | 2–1 |
| Real Oviedo       | 0–0 | 0–1 | 2–1 | 0–0 | 1–0 | 2–0 | 3–0 | 1–0 | 2–1 | 2–1 | 2–0 | 3–2 | 3–1 | 1–0 | 2–3 | —   | 3–0 | 2–1 | 2–1 | 1–1 | 1–2 | 2–2 |
| Reus Deportiu     | 1–1 | 1–1 | 1–0 | 2–1 | 1–0 | 1–2 | 1–1 | 1–1 | 0–0 | 0–0 | 3–0 | 0–1 | 1–0 | 0–0 | 0–2 | 0–0 | —   | 2–0 | 1–0 | 1–1 | 2–2 | 1–1 |
| Sevilla Atlético  | 1–2 | 1–0 | 0–3 | 3–1 | 0–0 | 1–1 | 1–2 | 1–0 | 0–0 | 0–1 | 3–2 | 1–1 | 2–1 | 0–1 | 0–0 | 0–1 | 0–1 | —   | 0–1 | 1–1 | 1–2 | 2–2 |
| Sporting de Gijón | 2–1 | 3–0 | 2–0 | 2–3 | 0–3 | 3–2 | 4–0 | 2–0 | 2–1 | 1–1 | 1–0 | 2–0 | 2–0 | 2–0 | 1–0 | 1–1 | 2–1 | 3–0 | —   | 3–0 | 1–1 | 0–1 |
| Tenerife          | 1–1 | 4–0 | 0–0 | 1–3 | 1–1 | 5–1 | 2–0 | 2–0 | 2–2 | 2–4 | 2–0 | 3–1 | 1–1 | 0–0 | 2–2 | 3–1 | 3–0 | 2–0 | 1–0 | —   | 0–0 | 1–0 |
| Valladolid        | 3–2 | 4–0 | 2–1 | 1–2 | 1–1 | 4–1 | 3–2 | 0–3 | 2–1 | 3–2 | 3–0 | 2–2 | 2–3 | 2–0 | 1–1 | 3–1 | 1–0 | 1–0 | 0–1 | 2–0 | —   | 3–2 |
| Zaragoza          | 4–1 | 0–1 | 2–1 | 1–1 | 0–2 | 1–0 | 0–0 | 1–1 | 1–1 | 1–0 | 3–1 | 2–0 | 3–0 | 1–1 | 3–2 | 2–1 | 0–0 | 0–1 | 2–1 | 1–0 | 3–2 | —   |

| Vitória do mandante; Vitória do visitante; Empate. | Em negrito os jogos "clássicos". |

## Play-offs

### Esquema
|  | Semifinais        | Semifinais | Semifinais | Semifinais |   |          | Final | Final | Final | Final |
|  |                   |            |            |            |   |          |       |       |       |       |
|  | Numancia          | 1          | 2          | 3          |   |          |       |       |       |       |
|  | Zaragoza          | 1          | 1          | 1          |   |          |       |       |       |       |
|  | Zaragoza          | 1          | 1          | 1          |   | Numancia | 0     | 1     | 1     |       |
|  |                   |            |            |            |   | Numancia | 0     | 1     | 1     |       |
|  |                   | Valladolid | 3          | 1          | 4 |          |       |       |       |       |
|  | Valladolid        | Valladolid | 3          | 1          | 4 | 3        | 2     | 5     |       |       |
|  | Valladolid        |            |            |            |   | 3        | 2     | 5     |       |       |
|  | Sporting de Gijón | 1          | 1          | 2          |   |          |       |       |       |       |

### Semifinais

#### Jogos de ida
| 6 de junho de 2018 | Numancia     | 1 – 1     | Zaragoza   | Nuevo Los Pajaritos, Sória               |
| 20:30 (UTC+2)      | Guillermo 5' | Relatório | 4' Zapater | Público: 7 827 Árbitro: Aitor Gorostegui |

| 7 de junho de 2018 | Valladolid                              | 3 – 1     | Sporting de Gijón | José Zorrilla, Valladolid                    |
| 20:30 (UTC+2)      | Calero 29' · Hervías 35' · Calavera 37' | Relatório | 70' Jony          | Público: 23 801 Árbitro: Isidro Díaz de Mera |

#### Jogos de volta
| 9 de junho de 2018 | Zaragoza           | 1 – 2     | Numancia                         | La Romareda, Saragoça                        |
| 18:00 (UTC+2)      | Mikel González 79' | Relatório | 64' Iñigo Pérez · 90+1' Diamanka | Público: 29 699 Árbitro: Adrián Cordero Vega |

Numancia venceu por 3–1 no placar agregado e avançou para a final.
| 10 de junho de 2018 | Sporting de Gijón  | 1 – 2     | Valladolid           | El Molinón, Gijón                           |
| 20:30 (UTC+2)       | Carmona 68' (pen.) | Relatório | 23' Mata · 31' Plano | Público: 24 178 Árbitro: Gorka Sagués Oscoz |

Valladolid venceu por 5–2 no placar agregado e avançou para a final.

### Final
Jogo de ida
| 13 de junho de 2018 | Numancia | 0 – 3     | Valladolid                           | Nuevo Los Pajaritos, Sória                      |
| 20:30 (UTC+2)       |          | Relatório | 36' Olivas · 58' Hervías · 67' Plano | Público: 8 069 Árbitro: Eduardo Prieto Iglesias |

Jogo de volta
| 16 de junho de 2018 | Valladolid | 1 – 1     | Numancia           | José Zorrilla, Valladolid                           |
| 20:30 (UTC+2)       | Mata 90+3' | Relatório | 87' Manu del Moral | Público: 24 667 Árbitro: Guillermo Cuadra Fernández |

Valladolid venceu por 4–1 no agregado e jogará a La Liga de 2018–19.

## Desempenho
Clubes que lideraram o campeonato ao final de cada rodada:
| Rodadas | Rodadas | Rodadas | Rodadas | Rodadas | Rodadas | Rodadas | Rodadas | Rodadas | Rodadas | Rodadas | Rodadas | Rodadas | Rodadas | Rodadas | Rodadas | Rodadas | Rodadas | Rodadas | Rodadas | Rodadas | Rodadas | Rodadas | Rodadas | Rodadas | Rodadas | Rodadas | Rodadas | Rodadas | Rodadas | Rodadas | Rodadas | Rodadas | Rodadas | Rodadas | Rodadas | Rodadas | Rodadas | Rodadas | Rodadas | Rodadas | Rodadas |
| ------- | ------- | ------- | ------- | ------- | ------- | ------- | ------- | ------- | ------- | ------- | ------- | ------- | ------- | ------- | ------- | ------- | ------- | ------- | ------- | ------- | ------- | ------- | ------- | ------- | ------- | ------- | ------- | ------- | ------- | ------- | ------- | ------- | ------- | ------- | ------- | ------- | ------- | ------- | ------- | ------- | ------- |
| 1       | 2       | 3       | 4       | 5       | 6       | 7       | 8       | 9       | 10      | 11      | 12      | 13      | 14      | 15      | 16      | 17      | 18      | 19      | 20      | 21      | 22      | 23      | 24      | 25      | 26      | 27      | 28      | 29      | 30      | 31      | 32      | 33      | 34      | 35      | 36      | 37      | 38      | 39      | 40      | 41      | 42      |
| LOR     | TEN     | SGI     | CÁD     | NUM     | SGI     | NUM     | OSA     | OSA     | OSA     | OSA     | LUG     | GRA     | HUE     | HUE     | HUE     | HUE     | HUE     | HUE     | HUE     | HUE     | HUE     | HUE     | HUE     | HUE     | HUE     | HUE     | HUE     | HUE     | HUE     | RVL     | HUE     | SGI     | SGI     | SGI     | RVL     | RVL     | RVL     | RVL     | HUE     | RVL     | RVL     |

Clubes que ficaram na última posição do campeonato ao final de cada rodada:
| Rodadas | Rodadas | Rodadas | Rodadas | Rodadas | Rodadas | Rodadas | Rodadas | Rodadas | Rodadas | Rodadas | Rodadas | Rodadas | Rodadas | Rodadas | Rodadas | Rodadas | Rodadas | Rodadas | Rodadas | Rodadas | Rodadas | Rodadas | Rodadas | Rodadas | Rodadas | Rodadas | Rodadas | Rodadas | Rodadas | Rodadas | Rodadas | Rodadas | Rodadas | Rodadas | Rodadas | Rodadas | Rodadas | Rodadas | Rodadas | Rodadas | Rodadas |
| ------- | ------- | ------- | ------- | ------- | ------- | ------- | ------- | ------- | ------- | ------- | ------- | ------- | ------- | ------- | ------- | ------- | ------- | ------- | ------- | ------- | ------- | ------- | ------- | ------- | ------- | ------- | ------- | ------- | ------- | ------- | ------- | ------- | ------- | ------- | ------- | ------- | ------- | ------- | ------- | ------- | ------- |
| 1       | 2       | 3       | 4       | 5       | 6       | 7       | 8       | 9       | 10      | 11      | 12      | 13      | 14      | 15      | 16      | 17      | 18      | 19      | 20      | 21      | 22      | 23      | 24      | 25      | 26      | 27      | 28      | 29      | 30      | 31      | 32      | 33      | 34      | 35      | 36      | 37      | 38      | 39      | 40      | 41      | 42      |
| CLA     | ALB     | GIM     | GIM     | ALB     | SEV     | SEV     | SEV     | SEV     | SEV     | SEV     | SEV     | SEV     | CÓR     | CÓR     | CÓR     | CÓR     | CÓR     | CÓR     | SEV     | SEV     | SEV     | SEV     | LOR     | LOR     | LOR     | SEV     | SEV     | SEV     | SEV     | SEV     | SEV     | SEV     | SEV     | SEV     | SEV     | SEV     | SEV     | SEV     | SEV     | LOR     | SEV     |

## Estatísticas
| Pos. | Jogador         | Equipe            | Gols |
| ---- | --------------- | ----------------- | ---- |
| 1    | Jaime Mata      | Valladolid        | 33   |
| 2    | Raúl de Tomás   | Rayo Vallecano    | 24   |
| 3    | Sergi Guardiola | Córdoba           | 22   |
| 3    | Borja Iglesias  | Zaragoza          | 22   |
| 5    | Michael Santos  | Sporting de Gijón | 17   |
| 6    | Juan Hernández  | Huesca            | 16   |
| 6    | Gonzalo Melero  | Huesca            | 16   |
| 8    | Darwin Machís   | Granada           | 14   |
| 9    | Samuele Longo   | Tenerife          | 12   |
| 9    | Óscar Trejo     | Rayo Vallecano    | 12   |

| Pos. | Jogador          | Equipe            | Assists. |
| ---- | ---------------- | ----------------- | -------- |
| 1    | Saúl Berjón      | Real Oviedo       | 14       |
| 1    | Adri Embarba     | Rayo Vallecano    | 14       |
| 3    | Emiliano Buendía | Cultural Leonesa  | 13       |
| 4    | David Ferreiro   | Huesca            | 11       |
| 5    | Carlos Carmona   | Sporting de Gijón | 10       |
| 6    | Rubén García     | Sporting de Gijón | 8        |
| 6    | Sergi Guardiola  | Córdoba           | 8        |
| 6    | Marc Mateu       | Numancia          | 8        |
| 6    | Óscar Plano      | Valladolid        | 8        |
| 6    | José Ángel Pozo  | Almería           | 8        |

### Hat-tricks
Atualizado em 2 de junho de 2018
| Jogador             | Para           | Contra           | Resultado | Data                    | Ref.   |
| ------------------- | -------------- | ---------------- | --------- | ----------------------- | ------ |
| Darwin Machís       | Granada        | Lorca            | 4–1       | 30 de outubro de 2017   | [ 65 ] |
| Sergi Guardiola     | Córdoba        | Reus Deportiu    | 5–0       | 20 de dezembro de 2017  | [ 66 ] |
| Carles Pérez        | Barcelona B    | Tenerife         | 3–1       | 21 de janeiro de 2018   | [ 67 ] |
| Raúl de Tomás       | Rayo Vallecano | Lorca            | 5–1       | 27 de janeiro de 2018   | [ 68 ] |
| Raúl de Tomás       | Rayo Vallecano | Cultural Leonesa | 3–2       | 18 de fevereiro de 2018 | [ 69 ] |
| Raúl de Tomás       | Rayo Vallecano | Reus Deportiu    | 3–2       | 18 de março de 2018     | [ 70 ] |
| Jaime Mata          | Valladolid     | Lorca            | 5–1       | 19 de maio de 2018      | [ 71 ] |
| Giorgi Papunashvili | Zaragoza       | Albacete         | 4–1       | 20 de maio de 2018      | [ 72 ] |
| Borja Iglesias      | Zaragoza       | Valladolid       | 3–2       | 27 de maio de 2018      | [ 73 ] |